# Aleš Mejač
Aleš Mejač (Kranj, 18 marzo 1983) è un ex calciatore sloveno, di ruolo centrocampista.

## Palmarès

### Club

#### Competizioni nazionali
- Campionato sloveno: 3

Maribor: 2008-2009, 2010-2011, 2011-2012
- Coppa di Slovenia: 2

Maribor: 2009-2010, 2011-2012
- Supercoppa di Slovenia: 2

Maribor: 2009, 2013